# Norrlands universitetsförlag
Norrlands universitetsförlag i Umeå AB är ett bokförlag som var verksamt 1993–2012, ursprungligen för att fullfölja projektet Norrländsk uppslagsbok.
För det första bandet av detta uppslagsverk ansvarade bokförlaget Bra Böcker AB som emellertid därefter avbröt utgivningen. Norrlands universitetsförlag fortsatte att ge ut böcker rörande kultur, historia och samhällsliv i norra Skandinavien. Bakom förlaget stod de tidigare chefredaktörerna för Norrländsk uppslagsbok, Kari Marklund och Lars-Erik Edlund, samt Thorbjörn Fälldin.
Förlaget var lokaliserat till både Umeå och Bjurholm i Västerbottens län.